# Christophe Dominici
Pour les articles homonymes, voir Dominici.

a Compétitions nationales et continentales officielles uniquement.

b Matchs officiels uniquement.
Dernière mise à jour le 24 novembre 2020.
Christophe Dominici, né le 20 mai 1972 à Toulon et mort le 24 novembre 2020 à Saint-Cloud, est un joueur international français de rugby à XV. Il évolue au poste d'ailier et effectue la majeure partie de sa carrière au sein de l'effectif du Stade français Paris. Il remporte cinq fois le championnat de France avec le club parisien et est le vainqueur de quatre Tournois des Cinq puis Six Nations dont deux grands chelems et le finaliste de la Coupe du monde 1999 après une demi-finale d'anthologie contre la Nouvelle-Zélande.
Après sa retraite sportive, il entraîne les arrières du Stade français une saison, puis devient consultant sportif à la radio et à la télévision. Très actif par ailleurs, il porte un projet de rachat du club de l'AS Béziers qui échoue.

## Biographie

### Jeunesse
La sœur de Christophe Dominici, de dix ans son aînée, meurt dans un accident de la route alors qu'il a 14 ans. Cette perte le hantera toute sa vie ; il évoque notamment sa disparition et son impact sur sa vie dans son autobiographie Bleu à l'âme publiée en 2007.

### Du ballon rond au ballon ovale
Christophe Dominici semble tout d'abord voué à une carrière de footballeur, son père étant gardien de but dans les équipes des SR Colmar et du Hyères FC. Ainsi, Christophe Dominici prend sa première licence de football très jeune à Solliès-Pont, village du Var où il habite. Il participe notamment à un trente-deuxième de finale de Coupe Gambardella perdu contre l'AS Monaco où joue alors Lilian Thuram[source insuffisante].
Il s'engage ensuite, en 1989, avec le club de rugby de Solliès-Pont à environ 17 ans. Il démarre au poste de demi d'ouverture en Championnat d'honneur régional et connaît une montée en 3e division, jouant à la fois en équipe première et en junior (avec notamment des titres de champion du Var ou du Littoral avec l'équipe junior). Au bout de deux ans, il part à La Valette qui évolue en 2e division. Il passe alors au poste de trois-quarts centre et manque la montée en Groupe B à un match près. Puis après deux ans passés à La Valette, les dirigeants du RC Toulon le contactent le dernier jour des mutations, par l'intermédiaire de Roger Vigouroux, alors président du club varois.

### Sa carrière au RCT
Ainsi, Christophe Dominici arrive, en 1993, au sein du club majeur du Sud-Est méditerranéen, Toulon, où il passe à l'aile. La première année, il est quelquefois titulaire et onze fois remplaçant. Il entre en jeu pour la première fois contre l'USA Perpignan à la place de David Jaubert, qui s'est cassé la main, et se retrouve face à Alewyn Joubert. Sa première titularisation a lieu lors d'un match face au CA Bordeaux Bègles, alors entraîné par Bernard Laporte et composé des « rapetous » Moscato, Gimbert et Simon.
Dominici reste quatre ans au bord de la Rade, jusqu'en 1997, et à l'heure du virage vers le professionnalisme que le club négocie mal, il va voir Jean-Claude Ballatore, alors entraîneur, pour réclamer un meilleur salaire pour lui et pour les autres joueurs de l'équipe, mais il essuie un refus. Avec ses coéquipiers Franck Comba et Christophe Moni, ils décident alors d'appeler Max Guazzini, président d'une équipe tout juste promue et qui déclare vouloir faire de son Stade français « l'un des grands clubs français ».

### «Du bonheur et des titres!»

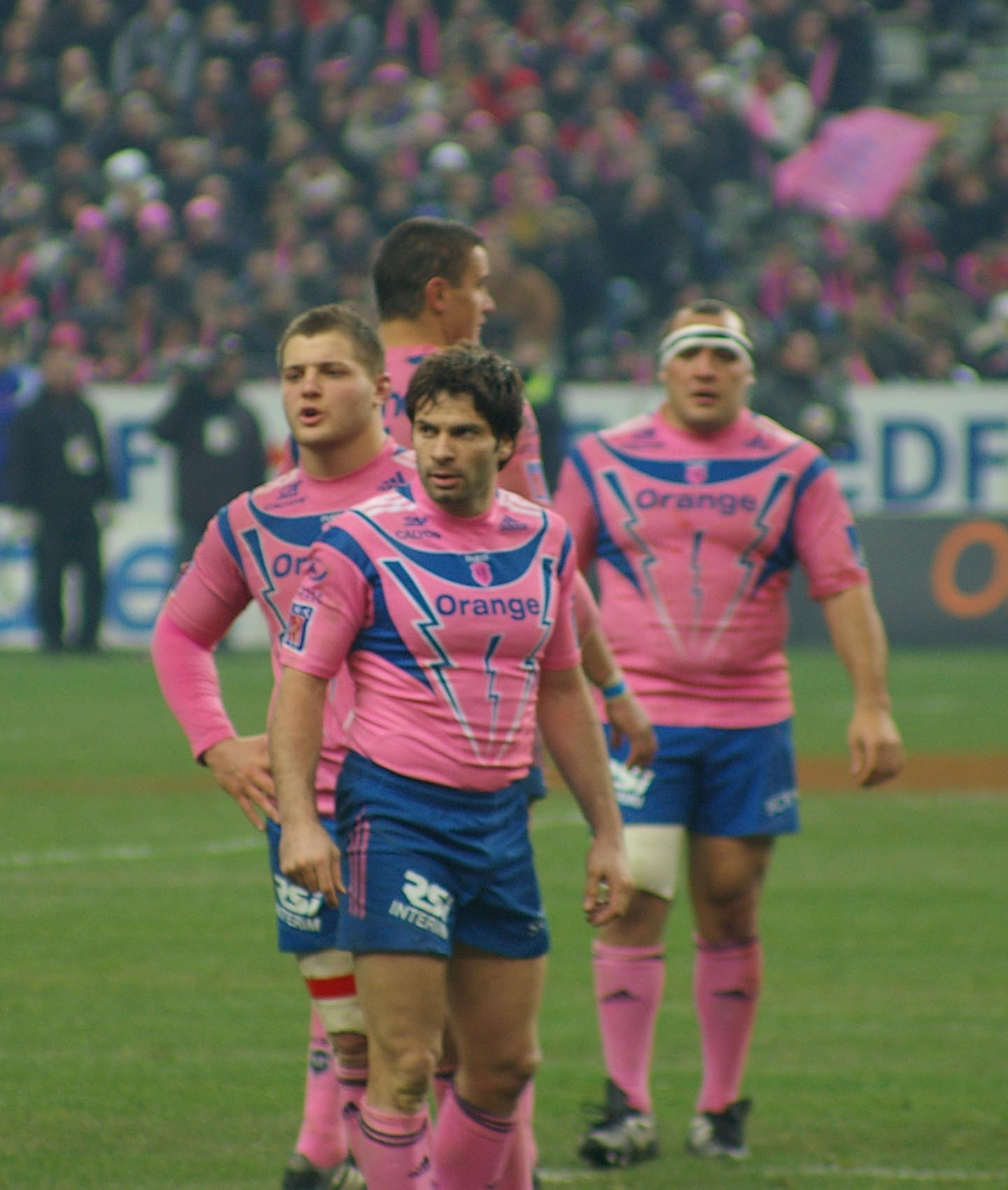
Le Stade français Paris en janvier 2007 avec Christophe Dominici au premier plan.

Le 15 octobre 1997, il est invité avec les Barbarians français pour jouer contre le Lansdowne RFC à Dublin. Les Baa-Baas s'imposent 31 à 24. Le 11 novembre 1997, il joue de nouveau avec les Barbarians français contre l'Afrique du Sud à Biarritz. Les Baa-Baas s'imposent 40 à 22.
Arrivé à Paris, Dominici devient immédiatement champion de France en 1998. Cette même année, sélectionné par Jean-Claude Skrela, il honore également sa première cape internationale en équipe de France le 7 février 1998 contre l'équipe d'Angleterre lors du tournoi des Cinq Nations 1998 avec un essai marqué, un refusé, et à la clef une victoire 24-17. Le 11 novembre 1998, il joue une nouvelle fois avec les Barbarians français contre l'Argentine à Bourgoin-Jallieu. Les Baa-Baas s'imposent 38 à 30.
Il est titulaire à l'aile gauche lors de la Coupe du Monde en 1999. Lors de la demi-finale il est l'auteur d'un essai de légende contre les All Blacks dans « un match énorme » comme le décrit le quotidien L'Équipe. Il commence ici à mieux se faire connaître du grand public[réf. nécessaire]. En battant la Nouvelle-Zélande 43 à 31, la France parvient pour la deuxième fois en finale de Coupe du monde ; elle perd toutefois contre l'Australie et Dominici devient vice-champion du monde. Il dispute également les deux éditions suivantes, en 2003 et en 2007. Le XV de France dirigé alors par Bernard Laporte achève ces deux éditions à la quatrième place[à développer].
Le 19 mai 2001, il est titulaire en finale de la Coupe d'Europe au Parc des Princes à Paris face au Leicester Tigers, mais les Anglais s'imposent 34 à 30 face aux Parisiens.
En 2004, il remporte son second grand chelem. 

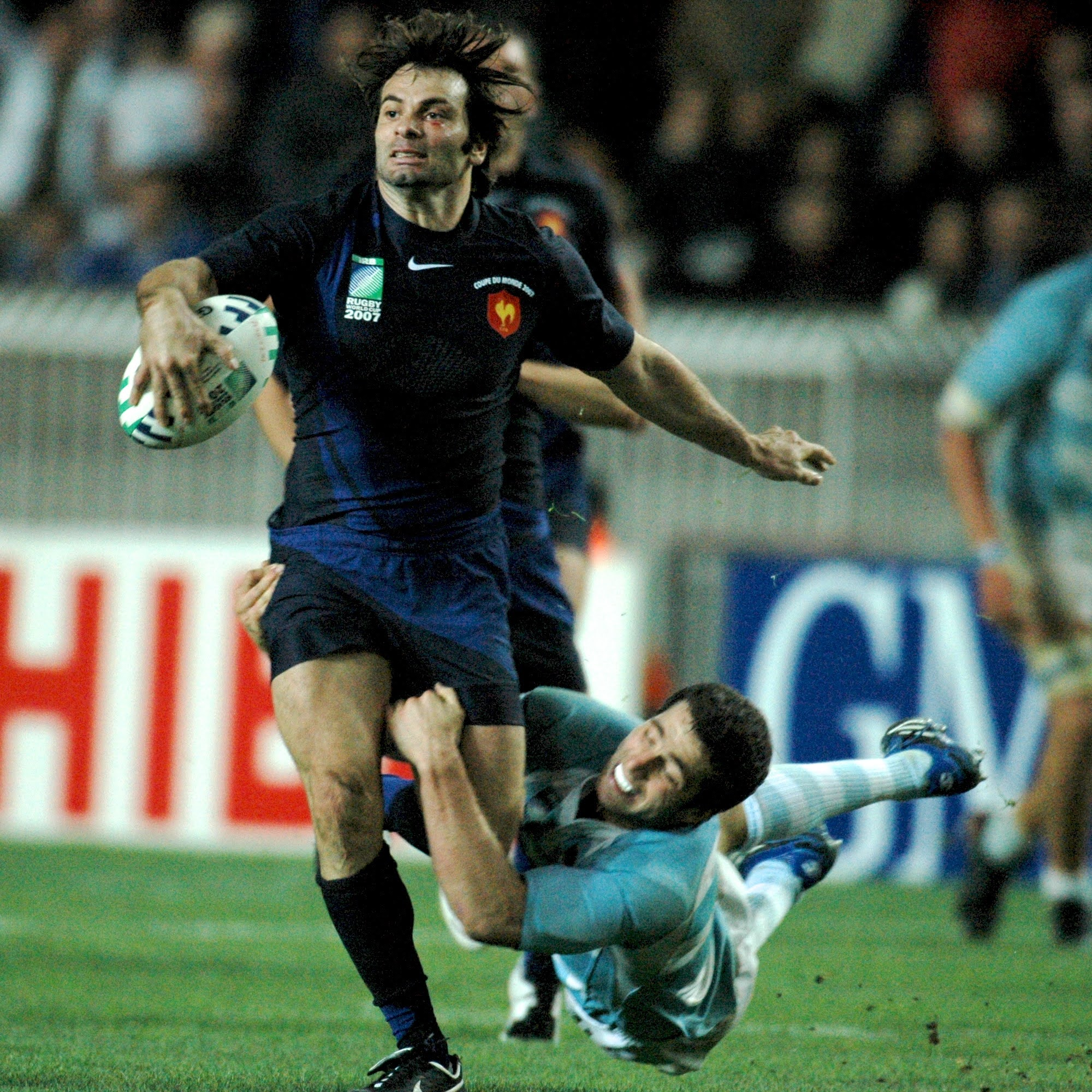
Christophe Dominici lors du match pour la 3e place de la Coupe du Monde de Rugby 2007, contre l'Argentine le 19 octobre 2007 au Parc des Princes.

En 2005, il participe avec le Stade français à la finale de Coupe d'Europe face au Stade toulousain au Murrayfield Stadium à Édimbourg. Il est titularisé sur l'aile gauche. À l'issue du temps réglementaire, les deux équipes sont à égalité, 12 à 12, mais les Toulousains parviennent à s'imposer 18 à 12 à l'issue des prolongations.
Il est de nouveau sacré Champion de France en 2000, 2003, 2004 et 2007[à développer]. Il marque de nombreux essais en Coupe d'Europe[réf. nécessaire].
Après la Coupe du monde 2007, il annonce sa retraite internationale le 6 janvier 2008. Il dit « vouloir se consacrer à 100 % à son club », et « laisser les plus jeunes se préparer pour la Coupe du monde 2011 ».

### Fin de carrière et reconversion

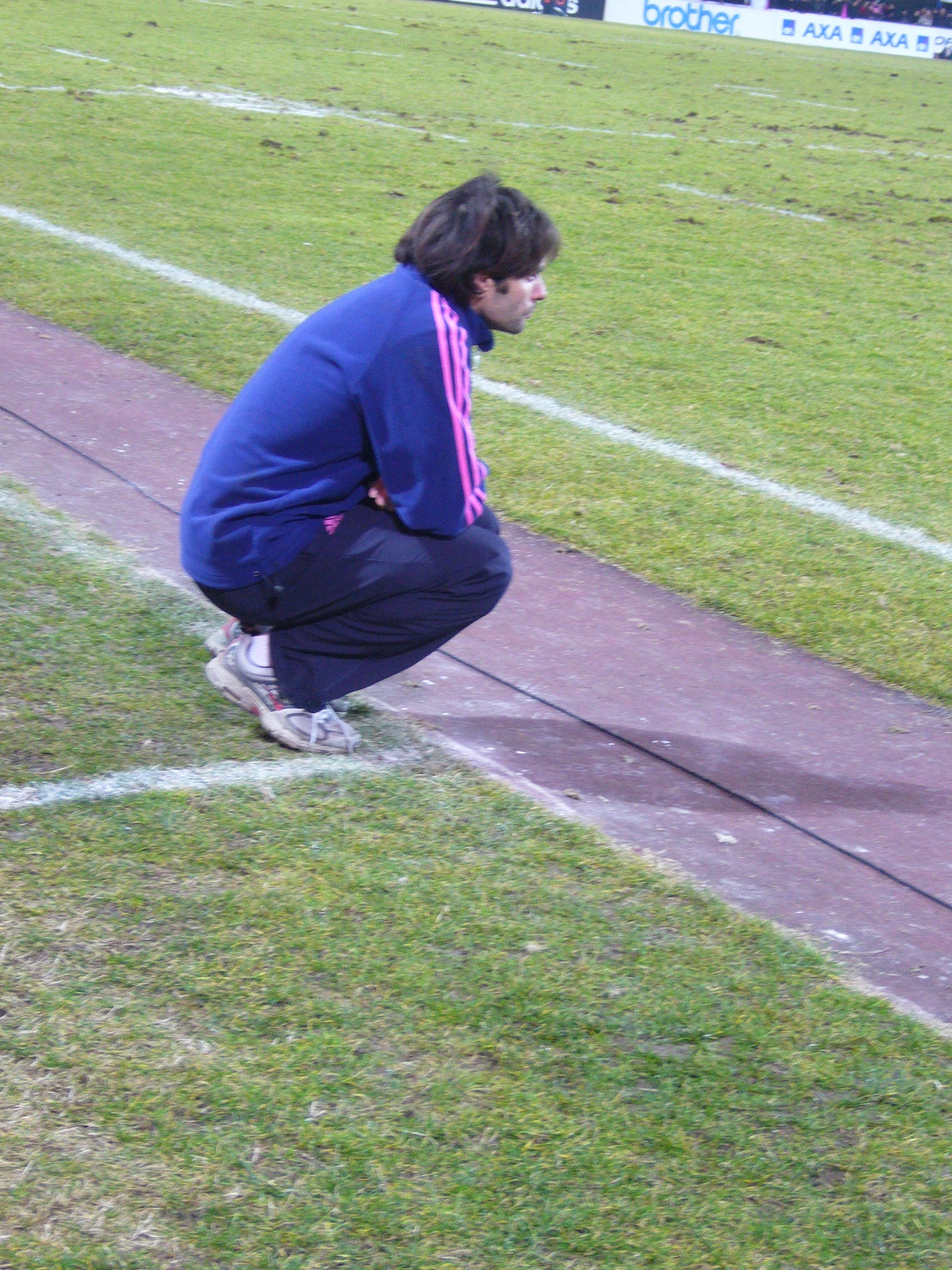
En 2008-2009, Christophe Dominici est entraîneur des arrières du Stade français.

En 2008, il met un terme à sa carrière et il devient entraîneur adjoint de Ewen McKenzie au Stade français pour s'occuper des lignes arrières. Le 8 septembre 2009, il est démis de ses fonctions en compagnie de McKenzie après le début de saison très difficile du club (avant-dernier après cinq journées). Il reste toutefois au club et devient actionnaire à hauteur de 1 %.
En 2010, il est consultant rugby pour France Télévisions, commentant notamment le Tournoi des Six Nations au côté de Cédric Beaudou. À partir de 2011 il est consultant pour RTL, puis pour L'Équipe 21, renommée depuis L'Équipe. On le retrouve dans l'émission On va s'en mêlée et par la suite aux commentaires, avec Benoît Cosset, de certains matchs diffusés par la chaîne.
En novembre 2016, il est membre de la liste menée par Alain Doucet, secrétaire général de la FFR sortant, pour intégrer le comité directeur de la Fédération française de rugby. Lors de l'élection du nouveau comité directeur, le 3 décembre 2016, la liste menée par Bernard Laporte obtient 52,6% des voix, soit 29 sièges, contre 35,28% des voix pour Pierre Camou (6 sièges) et 12,16% pour Alain Doucet (2 sièges). Christophe Dominici n'est pas élu au sein du comité directeur.
Durant l'été 2020, il porte un projet de rachat de l'AS Béziers en association avec des investisseurs émiratis. Après une série de rebondissements, la direction nationale d'aide et de contrôle de gestion juge que les garanties financières ne sont pas réunies pour mener ce rachat et le projet est abandonné.

### Mort
Le 24 novembre 2020, Christophe Dominici est retrouvé mort au parc de Saint-Cloud (Hauts-de-Seine), après une chute d’une dizaine de mètres. D’après un témoin, il aurait basculé soudainement au-dessus d’un parapet de béton bordant l’avenue de la Grille-d'Honneur, près de l'autoroute A13. Le Samu a tenté de le ranimer, en vain. 
Les premiers éléments de l’enquête ne permettent pas d’établir si sa chute est liée à un suicide ou un accident, mais l’autopsie écarte l’intervention d’un tiers. Selon L'Équipe, les analyses toxicologiques entreprises à la demande du parquet de Nanterre n'auraient trouvé aucune trace d'alcool ou de stupéfiants, ni de médicaments à dose élevée, et Christophe Dominici pourrait avoir été pris d'une bouffée délirante quelques jours avant son décès, en raison du manque de sommeil dont il souffrait depuis quelques mois,. 

## Hommages
| All Blacks | Twitter |
| @AllBlacks |         |

             Small in stature but a titan on the field, Christophe Dominici we will never forget you. 
Rest In Peace dear friend.
         

        24 nov. 2020

À la suite de l’annonce de sa mort, de nombreux hommages du monde du sport lui sont rendus, notamment de la part des All Blacks, qui se souviennent de lui en ces termes : « Petit par la taille mais un titan sur le terrain, Christophe Dominici nous ne t'oublierons jamais. Repose en paix cher ami ». (« Small in stature but a titan on the field, Christophe Dominici we will never forget you. Rest In Peace dear friend. »).
À l’Assemblée nationale, le ministre de l’Éducation nationale, de la Jeunesse et des Sports, Jean-Michel Blanquer, lui rend également hommage, accompagné des applaudissements des députés présents dans l'hémicycle. Ses obsèques sont célébrées le 4 décembre suivant en l'église Saint-Louis d'Hyères. Franck Comba, Richard Dourthe, Olivier Magne, Patrice Teisseire et Thierry Louvet portent son cercueil à l'issue de la cérémonie.
Christophe Dominici est inhumé à Hyères, au cimetière de la Ritorte.
Quelques mois après le drame, le Trophée Christophe Dominici est conjointement créé par le Rugby club toulonnais et le Stade français Paris, à la suite d'une initiative d'un groupe de supporters du club varois. À l'image de la Calcutta Cup ou du Trophée Giuseppe-Garibaldi à l'échelon international, le trophée sera remis en jeu chaque saison. Il sera décerné à la fin du match de la phase retour du championnat de France opposant les deux clubs et l'équipe ayant accumulé le plus de points après les deux rencontres, aller et retour, remportera le trophée. Pour la première édition, lors de la saison 2021-2022 du championnat, c'est Toulon, après une large victoire à domicile à l'aller (38-5) puis une courte défaite au retour (26-24) au Stade Jean-Bouin, qui l'emporte. En prenant un point de bonus offensif au stade Mayol ainsi qu'un point de bonus défensif à l'extérieur, le RCT, avec six points au total, surclasse le Stade français n'en ayant accumulé que quatre.     
Les 18 et 19 septembre 2021, dans la ville de Solliès-Pont située dans le Var où il a grandi, deux inaugurations ont lieu, une fresque murale le représentant sur la façade d'une des tribunes du stade Jean-Murat, tandis que l'une des enceintes sportives de la ville est renommée en son honneur, en tant que complexe sportif Christophe-Dominici.
Le 20 octobre 2021, le stade parisien du Saut du Loup, terrain d'entraînement du Stade français au cœur du bois de Boulogne appartenant à la ville de Paris, est renommé stade Christophe-Dominici en hommage à l'ancien ailier international. Le 8 mai 2022, c'est la grande pelouse de la Faisanderie, terrain d'entraînement du Stade français situé à Saint-Cloud, qui est rebaptisée terrain Christophe-Dominici.

## Palmarès

### En club
- Championnat de France de première division :
  - Champion (5) : 1998, 2000, 2003, 2004 et 2007
  - Vice-champion (1) : 2005
- Coupe d'Europe : 
  - Finaliste (2) : 2001 et 2005
- Coupe de France :
  - Vainqueur (1) : 1999
  - Finaliste (1) : 1998

### En équipe nationale
- Vainqueur du Tournoi des Cinq Nations en 1998, puis du Tournoi des Six Nations en 2004, 2006 et 2007
  - Dont Grand chelem en 1998 et 2004
- Finaliste de la Coupe du monde en 1999

### Distinctions personnelles
- Oscar du Midi olympique :
  -  Or : 2000
  -  Argent : 1999, 2005
- Médaille de Vermeil de la Ville de Paris : 2008 (remise par Bertrand Delanoë)

## Statistiques

### En équipe nationale

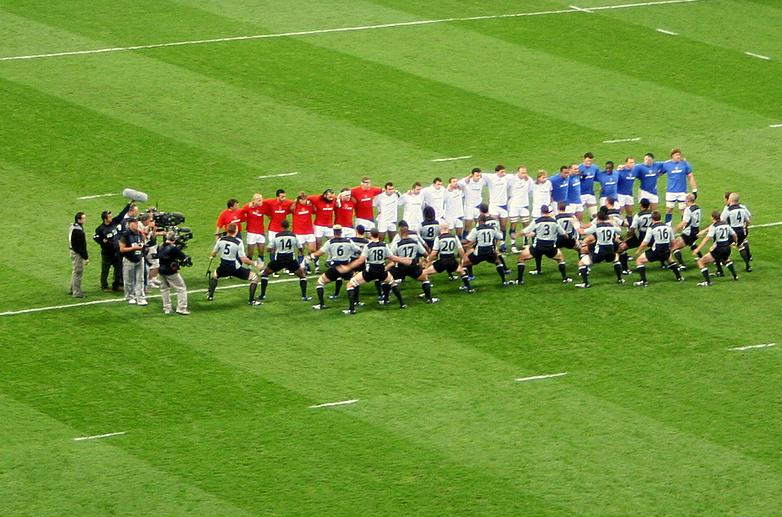
Quart de finale France-All Blacks en 2007.

- 67 sélections en équipe de France entre 1998 et 2007
- 125 points (25 essais)
- Sélections par année : 4 en 1998, 10 en 1999, 4 en 2000, 8 en 2001, 9 en 2003, 7 en 2004, 5 en 2005, 8 en 2006 et 12 en 2007

#### Tournoi des Six Nations
- Tournois des Cinq/Six Nations disputés : 1998, 1999, 2000, 2001, 2004, 2005, 2006, 2007

| Édition           | Rang | Résultats France | Résultats Dominici | Matchs Dominici |
| ----------------- | ---- | ---------------- | ------------------ | --------------- |
| Cinq Nations 1998 | 1    | 5 v, 0 n, 0 d    | 2 v, 0 n, 0 d      | 2/5             |
| Cinq Nations 1999 | 5    | 1 v, 0 n, 3 d    | 0 v, 0 n, 2 d      | 2/5             |
| Six Nations 2000  | 2    | 3 v, 0 n, 2 d    | 2 v, 0 n, 1 d      | 3/5             |
| Six Nations 2001  | 5    | 2 v, 0 n, 3 d    | 1 v, 0 n, 3 d      | 4/5             |
| Six Nations 2004  | 1    | 5 v, 0 n, 0 d    | 5 v, 0 n, 0 d      | 5/5             |
| Six Nations 2005  | 2    | 3 v, 0 n, 2 d    | 3 v, 0 n, 2 d      | 5/5             |
| Six Nations 2006  | 1    | 4 v, 0 n, 1 d    | 4 v, 0 n, 1 d      | 5/5             |
| Six Nations 2007  | 1    | 4 v, 0 n, 1 d    | 4 v, 0 n, 1 d      | 5/5             |

Légende : v = victoire ; n = match nul ; d = défaite ; la ligne est en gras quand il y a Grand Chelem.

#### Coupe du monde
- En Coupe du monde :
  - 1999 : 5 sélections (Canada, Fidji, Pumas, Nouvelle-Zélande, Wallabies) et 2 essais
  - 2003 : 5 sélections (Fidji, Japon, Écosse, Irlande, Angleterre) et 4 essais
  - 2007 : 5 sélections (Argentine, Géorgie, Nouvelle-Zélande, Angleterre, Argentine) et 2 essais

| Édition          | Rang      | Résultats France | Résultats Dominici | Matchs Dominici |
| ---------------- | --------- | ---------------- | ------------------ | --------------- |
| Royaume-Uni 1999 | Finaliste | 5 v, 0 n, 2 d    | 4 v, 0 n, 1 d      | 5/7             |
| Australie 2003   | Quatrième | 5 v, 0 n, 2 d    | 4 v, 0 n, 1 d      | 5/7             |
| France 2007      | Quatrième | 4 v, 0 n, 3 d    | 2 v, 0 n, 3 d      | 5/7             |

Légende : v = victoire ; n = match nul ; d = défaite.

## En dehors des terrains
Le 11 décembre 1999 sur TF1, il fait partie du jury de l'élection de Miss France 2000, présidé par le professeur Christian Cabrol. 
Il participe, avec certains de ses coéquipiers du Stade français, au clip musical de la chanteuse Clarika Les garçons dans les vestiaires en 2001.
Christophe Dominici a posé pour les éditions 2001 à 2009 du calendrier des Dieux du stade, organisé par le Stade français et à l'initiative du président du club Max Guazzini. Les bénéfices des ventes sont reversés à des associations. Il est l'un des athlètes qui y a le plus participé[réf. nécessaire] et l'un des rares à y apparaître en nu frontal.
En mai 2007, il publie son autobiographie intitulée Bleu à l'âme aux éditions du Cherche midi, écrite en collaboration avec Dominique Bonnot. La même année, le 8 décembre, sur TF1, il est membre du jury de l'élection de Miss France 2008, présidé par Patrick Bruel.
Il crée en 2010 Monte Bacco Group, une entreprise spécialisée dans la production et la vente de vins. La marque phare de l'entreprise est le So Bacco, un cocktail pétillant à base de vin qui se décline en trois parfums : cranberry (canneberge), litchi et pêche.
En 2012, il interprète l'un des rôles principaux du téléfilm dramatique Pour toi j'ai tué de Laurent Heynemann, au côté de Natacha Régnier et Jean-Pierre Lorit. 
À l'automne 2012, il participe à la troisième saison de l'émission Danse avec les stars sur TF1, aux côtés de la danseuse Candice Pascal, et termine dixième et dernier de la compétition.
En février 2013, il participe à l'émission de France 2 La Parenthèse inattendue présentée par Frédéric Lopez. Les deux autres invités qui se confient également à l'animateur sont Michel Cymes et la comédienne Véronique Jannot à qui il avoue être fan[réf. nécessaire]. Ce numéro, qui rassemble 2 210 000 téléspectateurs, réalise les meilleures audience et part de marché de l'émission[réf. nécessaire].
Il participe deux fois au jeu Fort Boyard sur France 2 : tout d'abord en juillet 2013 dans l'équipe de Nathalie Simon en faveur de l'association Un sourire, un espoir pour la vie, puis est le capitaine de son équipe en juillet 2015 pour Imagine for Margo.
Il participe à l'émission Top Gear France sur RMC Découverte, dans l'épisode « La course contre la montre suisse », au côté d'Agathe Lecaron, diffusé en janvier 2018.